# Ненад Мишановић
Ненад Мишановић (рођен 11. јуна 1984. у Билећи) је српски кошаркаш. Игра на позицији центра.

## Каријера
Од 2002. до 2005. године играо је за Хемофарм из Вршца. После тога наступа за Црвену звезду. У досадашњој каријери освојио је Јадранску лигу са Хемофармом и Куп Радивоја Кораћа са Црвеном звездом. Године 2008. је прешао у Динамо из Москве. Сезону 2009/10. играо је за ОКК Београд. Након тога игра у Ирану код тренера Владе Ђуровића.

## Успеси

### Клупски
- Хемофарм:
  - Јадранска лига (1) : 2004/05.

- Црвена звезда:
  - Куп Радивоја Кораћа (1): 2006.